# Nationale Liga für Demokratie
Die Nationale Liga für Demokratie (NLD; birmanisch အမျိုးသား ဒီမိုကရေစီအဖွဲ့ချုပ်, auch Nationalliga für Demokratie) war eine politische Partei in Myanmar und war die führende Oppositionspartei gegen die Militärjunta des Landes. Sie wurde nach der gewaltsamen Niederschlagung der Volksaufstände des 8. August 1988 und dem Militärputsch von General Saw Maung am 27. September desselben Jahres gegründet.
Bei den Parlamentswahlen im Jahre 1990 erhielt die NLD 406 von 489 Sitzen, doch verweigerte die Militärjunta die Übergabe der Macht unter dem Vorwand, dass vor dem Zusammentreten des neugewählten Parlaments zunächst eine neue Verfassung zu erarbeiten sei.
Den Parteivorsitz hatte Aung Shwe, ein Diplomat, der in der Ne-Win-Ära von 1961 bis 1975 Botschafter in verschiedenen Ländern war. Stellvertretender Vorsitzender war Tin Oo (* 12. März 1927 in Pathein), von 1974 bis 1976 General, Oberbefehlshaber und Verteidigungsminister der Militärdiktatur in der Sozialistischen Föderativen Republik Myanmar. Die Friedensnobelpreisträgerin Aung San Suu Kyi war Generalsekretärin der Partei.
Die NLD stellte Mitglieder der im Exil agierenden Organisationen Committee Representing People’s Parliament (CRPP) und National Coalition Government of the Union of Burma (NCGUB).
Im Jahre 2001 gestattete die Militärjunta unter großer Propaganda die Wiedereröffnung von Büros der NLD im ganzen Land. Angesichts der nach wie vor ungebrochenen Popularität von NLD und Aung San Suu Kyi wurden sie nach dem Überfall im Mai 2003 jedoch, bis auf das Büro in der Hauptstadt Rangun, wieder geschlossen. Im Zuge des Kurswechsels, der in der Entmachtung des zum Dialog mit der Opposition bereiten Premierministers General Khin Nyunt seinen vorläufigen Höhepunkt fand, wurden die Repressalien gegen die NLD verschärft. Vor den Parlamentswahlen im November 2010 wurde die Parteileitung von der Militärjunta gezwungen, ihre frühere Spitzenkandidatin Aung San Suu Kyi auszuschließen. Die NLD rief daher zum Boykott der Wahlen auf.
Eine Gruppierung ähnlichen Namens ist die National League for Democracy-Liberated Areas (NLD-LA). Sie ist eine eigenständige Splittergruppe, die in den Grenzgebieten zu Thailand militärisch gegen die myanmarische Armee agiert. In westlichen Medien wird sie auch als Demokratische Partei bezeichnet und nahm an den Wahlen teil. 
Am 14. September 2010 wurde die Partei von der staatlichen Wahlkommission aufgelöst, nachdem erstere auf eine erneute Registrierung für die bevorstehenden Wahlen verzichtet hatte. Einige ihrer Mitglieder, die sich dem Boykott der Wahlen 2010 widersetzten, gründeten die Partei Nationale Demokratische Kraft (NDF), die trotz aller Repressionen der Junta an den Wahlen teilnahm. Die großteils gelenkten Wahlen brachten den zwei Oppositionsparteien, die kaum 10 % der 3.100 Kandidaten stellen durften und die Wahlen als Betrug kritisierten, aber nur mäßigen Erfolg. Von den 330 gewählten Abgeordneten beider Kammern errangen sie etwa 30–40, was aber in den (chinesischen) Meldungen nicht aufgeschlüsselt wurde. Ein Abgeordneter der NDF wechselte die Partei und saß danach als einziger für die zu dem Zeitpunkt noch nicht wieder formal legalisierte NLD auch im Parlament.
Im Vorfeld der Nachwahlen 2012 ließ sich die NLD wieder registrieren, ihre Wiederzulassung wurde am 13. Dezember 2011 von der staatlichen Wahlkommission verfügt. Zuvor war Aung San Suu Kyi von dem reformwilligen Präsidenten Thein Sein, der die Wahlen von 2010 gewonnen hatte, aus ihrem jahrelangen Hausarrest entlassen worden. Von den vakanten 45 Sitzen in beiden Kammern, die neu besetzt wurden, erlangte die NLD eine überwältigende Mehrheit von 43 Sitzen und war damit, nimmt man den einen bestehenden Abgeordneten aus, erstmals im Parlament vertreten.
Bei den am 8. November 2015 stattgefundenen regulären Parlamentswahlen errang die NLD, obwohl nur 75 % der Sitze zur Wahl stehen, mit fast zwei Dritteln der Stimmen die absolute Mehrheit des 657 Sitze umfassenden Unter- und Oberhauses, wie die Wahlkommission noch vor Auszählung aller Stimmen bekanntgab. Das Militär hatte sich im Vorfeld der Wahl ein Viertel der Parlamentssitze gesichert.
Infolge des Militärputsches in Myanmar im Jahr 2021 bildeten hauptsächlich Abgeordnete der vom Militär entmachteten NLD eine Schattenregierung National Unity Government, kurz NUG, und riefen im September jenes Jahres zu einem Volksaufstand gegen das Militär auf. In vielen Gegenden Myanmars bildeten sich daraufhin Bürgermilizen, People’s Defence Forces, kurz PDF, genannt, die dem Aufruf folgten. 2023 wurde sie von der herrschenden Militärjunta aufgelöst.